# 노기코이 ~언덕길 아래서, 그 날 나는 사랑을 했다~
《노기코이 ~언덕길 아래서, 그 날 나는 사랑을 했다~》(乃木恋〜坂道の下で、あの日僕は恋をした〜)는 2016년 4월 공개된 allfuz가 개발한 모바일 폰 게임이다. 노기자카46을 소재로 하고 있다.

## 개요
여성 아이돌 그룹 노기자카46의 멤버들이 다니는 가상의 학교 사립 노기자카 학원의 유일한 남학생으로 생활하고 멤버의 매니저를 맡으면서 급우로 멤버와 친해져 간다는 내용이다. 좋아하는 멤버와 친밀도가 올라가면 남자 친구의 전 단계인 언더 남자 친구가 되어, 그 중에서 게임에서 열리는 기간 한정 이벤트의 성적 상위 100명만이 남자 친구가 된다. 남자 친구가 되면 남자 친구 한정 데이트 장면이 나오며, 현실 세계에서 실제로 멤버가 개최하는 남자 친구 한정 이벤트 참가권을 얻을 수 있다.